# Wołowiec Mięguszowiecki

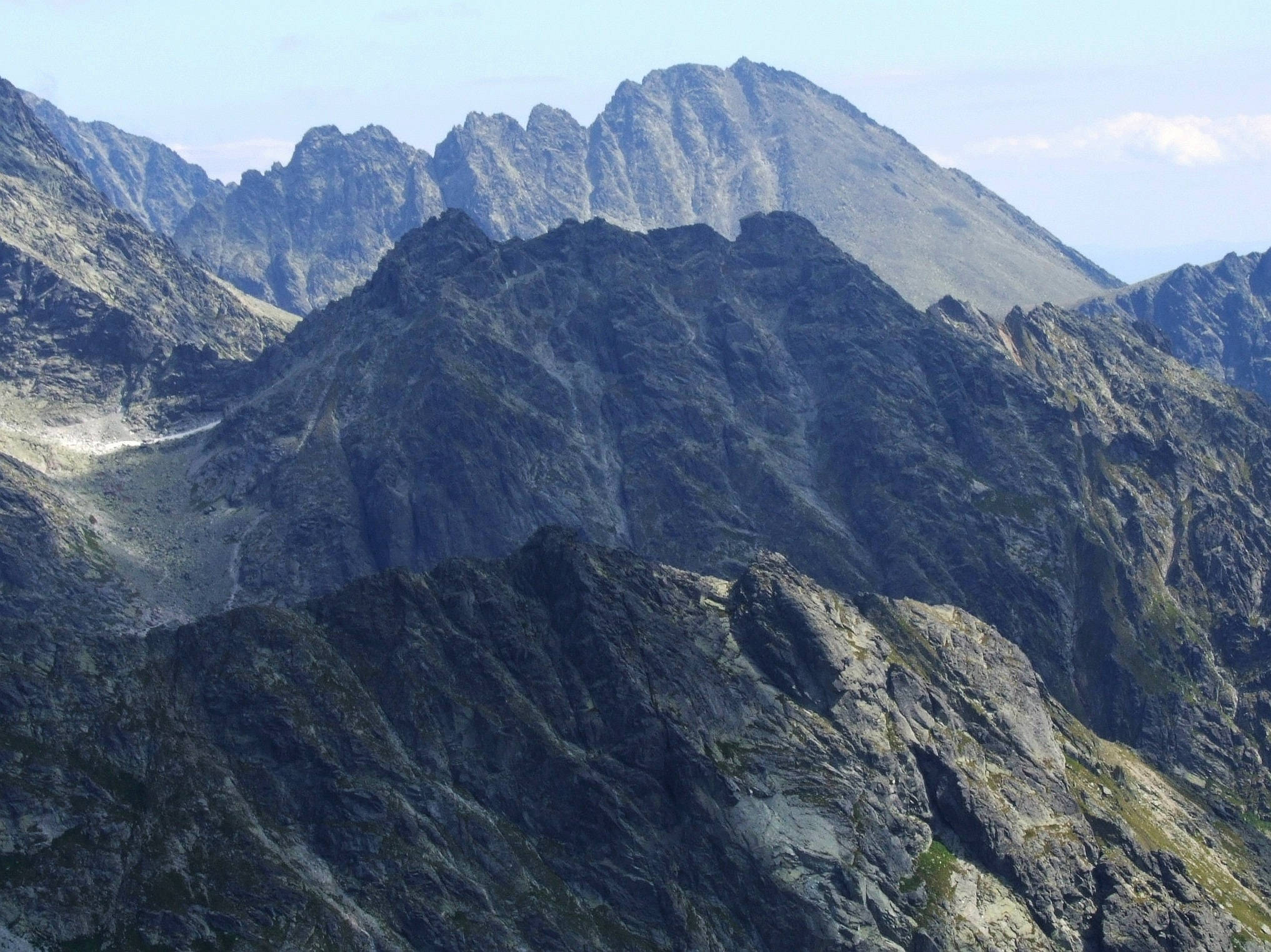
Wołowiec Mięguszowiecki na dole. Nad nim Kopa Popradzka i grań Kończystej

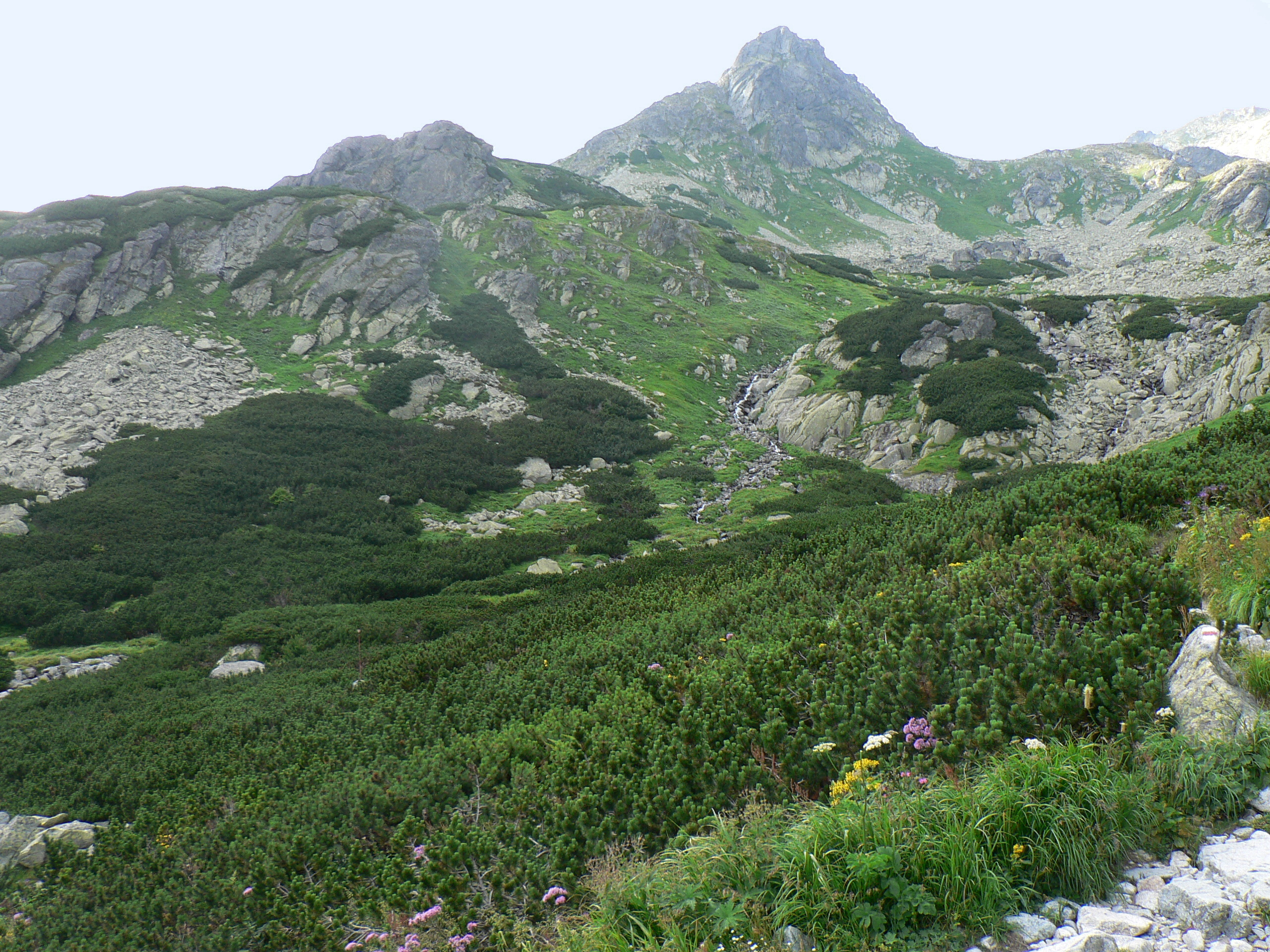
Wołowiec Mięguszowiecki ze szlaku od Popradzkiego Stawu na Rysy

Wołowiec Mięguszowiecki (niem. Volovec, Olgaspitze, słow. Mengusovský Volovec, węg. Volovecz, Olga-csúcs, 2227 m) – trójwierzchołkowy szczyt tatrzański położony w krótkiej, bocznej grani odchodzącej od położonego nieco na wschód Hińczowego Zwornika, od którego oddziela go Wołowcowa Przełęcz (Volovcovo sedlo).
Grań ta dzieli górne piętro Doliny Mięguszowieckiej (Mengusovská dolina) na Dolinę Żabią Mięguszowiecką (Žabia dolina mengusovská) z Kotłem Żabich Stawów Mięguszowieckich (kotlina Žabích plies) oraz Hińczową (Hincova kotlina) z Wielkim Stawem Hińczowym (Veľké Hincovo pleso).
Nazwa szczytu związana jest z dawniejszym wypasem bydła w dolnej części stoków. Jest to najstarsza wołowa nazwa w Wołowym Grzbiecie i jedyna pochodzenia ludowego. Wszystkie pozostałe wołowe nazwy w tym grzbiecie i dolinkach u jego podnóży utworzone zostały później, przez turystów i taterników.

## Topografia
Szczegółowo na miejscu Wołowiec Mięguszowiecki został zbadany i opisany w 2006 roku przez Władysława Cywińskiego w 12 tomie przewodnika Tatry. Pisze on, że szczyt ten wyróżnia się ilością błędów i konfabulacji w dotychczas publikowanych opisach … Nie ten zwornik w głównej grani, nie ta ilość wierzchołków, wreszcie kompletny galimatias w opisach dróg wspinaczkowych!. Inaczej, niż podawał to polski tatrolog Witold Henryk Paryski, w jego grani są trzy wierzchołki. W.H.P. Paryski za najwyższy uznawał środkowy, tymczasem najwyższy jest północny, przewyższający go o około 20 m. Wersję Paryskiego powtórzyli także słowaccy tatrolodzy; Arno Puškáš i Ivan Bohuš; wszyscy zapewne oceniali wysokości tych wierzchołków z daleka, co jest mylące z powodu perspektywy.
Stoki opadające ze środkowego i południowego wierzchołka Wołowca Mięguszowieckiego do Wołowej Kotlinki są trawiasto-skaliste i łatwe do przejścia, natomiast z wierzchołka północnego opada do tej dolinki stroma, częściowo płytowa ściana o wysokości dochodzącej do 100 m, ograniczona po bokach głębokimi i kruchymi żlebkami. Do Doliny Hińczowej opada ściana o wysokości około 210 m. Spomiędzy przełączek między trzema wierzchołkami opadają depresje dzielące ją na trzy części. Depresja opadająca z przełączki między północnym i środkowym wierzchołkiem jest szeroka, płytowa i na około 1/3 i 2/3 wysokości przecięta poziomymi, trawiastymi zachodami. Depresja opadająca z przełączki między środkowym i południowym wierzchołkiem to prosty żleb opadający na piargi u podnóży ściany. Z wszystkich trzech wierzchołków opadają wybitne filary. W środkowej części filara północnego wierzchołka znajduje się wielka szara płyta, zaś w dolną część tego filara wcina się kruchy komin. Rzucają się w oczy także przewieszone skały w zachodnim filarze wierzchołka środkowego. Ma on dwa ramiona, między które wcina się pionowy komin o wysokości 10 m.

## Taternictwo
Wejście na Wołowiec Mięguszowiecki jest dla przeciętnego turysty łatwe (zwłaszcza z Wołowcowej Przełęczy), znajduje się on jednak w rejonie zamkniętym dla turystów. Mogą natomiast wspinać się na nim taternicy. Bywają tutaj jednak bardzo rzadko. Opisy dróg wspinaczkowych przed publikacją W. Cywińskiego są bardzo niejasne i często mylące. W. Cywiński pisze; Zostałem zmuszony do przejścia – bez wielkiego zapału – aż pięciu dróg na tej mało atrakcyjnej ścianie (zachodniej).
Pierwsze odnotowane wejścia
- latem – Kornel Stodola, Johann Franz (junior) 28 czerwca 1903 r.
- zimą – Mieczysław Lerski, Jerzy Maślanka 21 marca 1910 r.[3]

Drogi wspinaczkowe
Z Hińczowej Doliny zachodnią ścianą:
1. Prawym żlebem; III w skali UIAA, czas przejścia 1 godz. 30 min,
2. Filarem środkowego wierzchołka; IV, 2 godz.,
3. Przez komin z tunelem; II, dwa miejsca III, 1 godz.,
4. Środkową depresją; II, kilka miejsc III, 1 godz.,
5. Prawym ramieniem zachodniego żebra głównego wierzchołka; IV, 2 godz.,
6. Lewym ramieniem zachodniego zebra głównego wierzchołka; V/VI, 2 godz., 15 min,
7. Drogą Pierzchały; III, 1 godz. 45 min,
8. Środkową częścią zachodniej ściany; III, skała mocna (z wyjątkiem komina),
9. Drogą Puškáša; IV, 2 godz.,
10. Lewą częścią ściany (Bezskuteczne poszukiwania); II, 45 min[2].

Z Żabiej Doliny Mięguszowieckiej:
1. Od wschodu, z Wołowej Kotlinki; I, 30 min,
2. Południowo-wschodnią ścianą; IV, 1 godz.,
3. Południowo-wschodnim żebrem; IV, 2 godz.,
4. Południową granią; I, 45 min[2].